# Antoni Brzozowski
Antoni Brzozowski (ur. 11 grudnia 1900 w Warszawie, zm. 19 sierpnia 1957 tamże) – polski wioślarz, olimpijczyk z Paryża 1924, kawaler Orderu Virtuti Militari.

## Życiorys

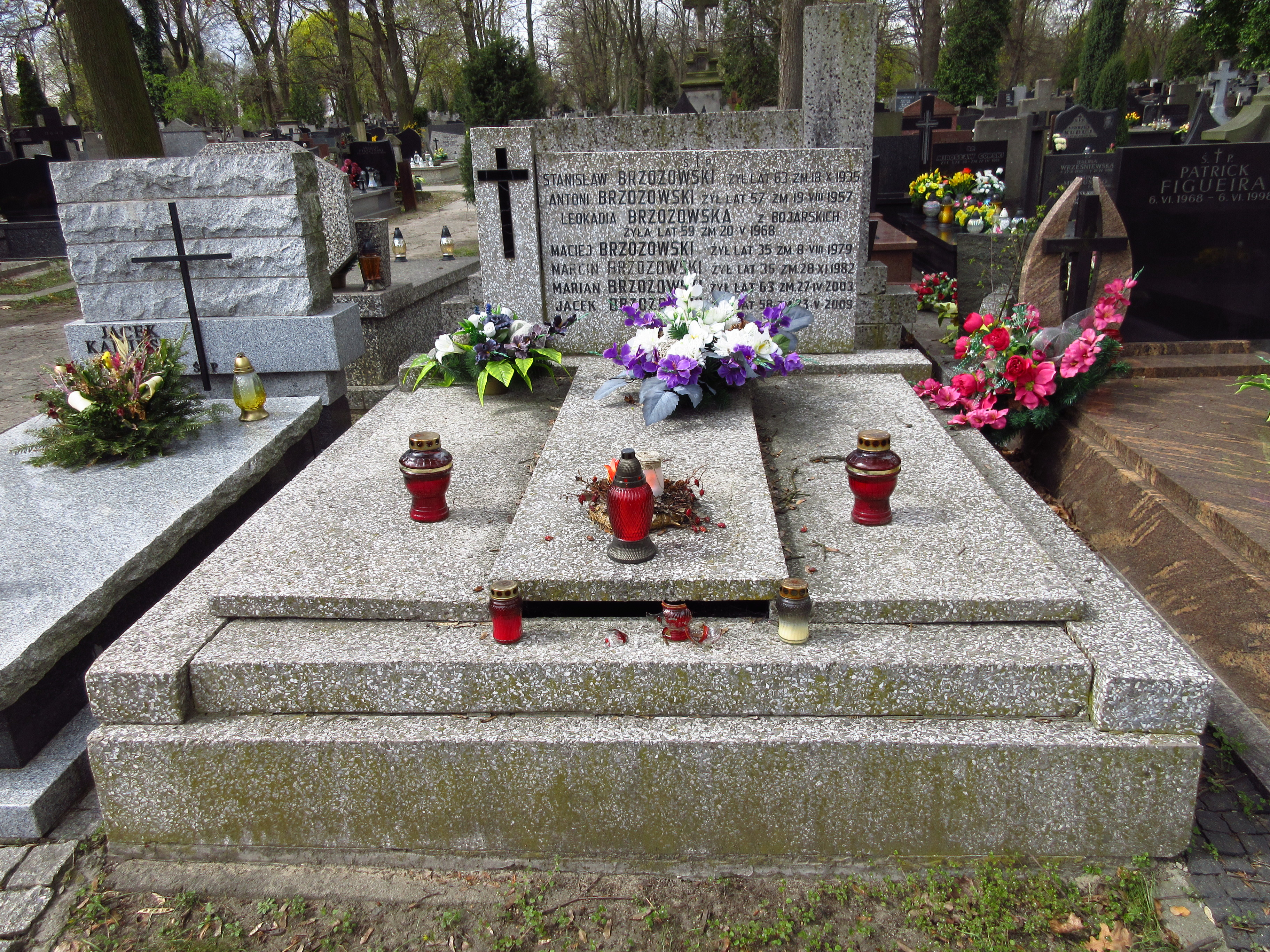
Grób Antoniego Brzozowskiego na cmentarzu Bródnowskim

Syn Stanisława i Stefanii, urodzony 11 grudnia 1900 w Warszawie. Uczestnik wojny polsko-bolszewickiej, jako starszy ułan 1 pułku ułanów krechowieckich. W 1921 został odznaczony Krzyżem Srebrnym Orderu Wojskowego Virtuti Militari, za czyny bojowe w bitwie warszawskiej. Awansowany na stopień plutonowego rezerwy. 
Podczas odbywania służby wojskowej zaprzyjaźnił się z Henrykiem Fronczakiem, który był jednym z prekursorów żeglarstwa w Polsce. Za jego namową wstąpił do Koła Wioślarzy Warszawskich, gdzie przygotowywał się do igrzysk olimpijskich w Paryżu. W 1924 zdobył wicemistrzostwo Polski w konkurencji czwórka ze sternikiem. W tym samym roku na igrzyskach olimpijskich startował w czwórce ze sternikiem bez powodzenia (osada w składzie Antoni Brzozowski, Henryk Fronczak, Edmund Kowalec, Józef Szawara i sternik Władysław Nadratowski) odpadła w eliminacjach). 
Podczas II wojny światowej działał w ZWZ-AK. Jego przełożonym był kolega z osady Henryk Fronczak. W czasie okupacji niemieckiej (1940-1945) pracował w warszawskiej Fabryce Tektury Dachowej Materiałów Izolacyjnych i Asfaltu Henryka Fronczaka przy ul. Podchorążych 57. Od 1947 był zatrudniony na stanowisku kierowcy samochodowego w Ministerstwie Administracji Publicznej, a następnie w PP Uzdrowiska Polskie, gdzie pracował jako osobisty szofer premiera Edwarda Osóbki-Morawskiego. 
Ożenił się z Leokadią z Bojarskich, z którą miał pięciu synów: Andrzeja, Mariana, Macieja, Marcina i Jacka. Zmarł na raka płuc 19 sierpnia 1957 w Warszawie. Pochowano go na cmentarzu Bródnowskim (kwatera 17F-1-28).
Zgromadzone przez niego pamiątki sportowe, uległy zniszczeniu w wyniku pożaru, podczas Powstania Warszawskiego na Woli (Krochmalna).

## Ordery i odznaczenia
- Krzyż Srebrny Orderu Wojskowego Virtuti Militari nr 2101[4] – 1921[5]
- Medal Niepodległości – 15 czerwca 1932[6][1]